# Syngramma minima
Syngramma minima är en kantbräkenväxtart som beskrevs av Holtt. Syngramma minima ingår i släktet Syngramma och familjen Pteridaceae. Inga underarter finns listade.